# Clarisse Ratsifandrihamanana
Clarisse Andriamampandry Ratsifandrihamanana (Fénérive-Est, 5 de diciembre de 1926-Antananarivo, 28 de junio de 1987) fue una escritora malgache. 
Recibió siete premios literarios importantes y fue miembro de la academia malgache y oficial de la Legión de Honor. Clarisse Ratsifandrihamanana había comenzado escribir cuando era muy joven, pero se consagró de verdad a la literatura tras la muerte de su tercera hija en 1950. Su estilo literario es muy diverso, tanto en temática como en formato.